# ۱۲۹۷ (خورشیدی)
۱۲۹۷ هزار و دویست و نود و هفتمین سال هجری خورشیدی سالی عادی است.

## رویدادها
- حدود ۲۱ اردیبهشت - صدور حکم جهاد توسط عبدالحسین لاری علیه انگلیس که منجر به جنگ شدید عشایر ولایت فارس با نیروهای انگلیسی شد. (در ۱ شعبان ۱۳۳۶ (قمری) در جریان جنگ جهانی اول)

## زادروزها
- ۹ اردیبهشت - محمد معین، استاد زبان فارسی و پدیدآورندهٔ فرهنگ معین
- ۳ تیر – سپهبد ناصر مقدم، نظامی  (درگذشت ۱۳۵۸)
- ۱۳ آذر - شجاع‌الدین شفا، ادیب، نویسنده، پژوهشگر و مترجم
- ۲۸ بهمن - امیرعباس هویدا، نخست‌وزیر دوره پهلوی
- ۳۰ بهمن - لطف‌الله صافی گلپایگانی، مرجع تقلید
- جعفر شهیدی، استاد تمام دانشکده ادبیات و علوم انسانی دانشگاه تهران،از پژوهشگران برجسته زبان و ادبیات فارسی و تاریخ اسلام
- غلامحسین بیگجه‌خانی، موسیقدان

## درگذشت‌ها
- ۱۲ تیر - مسعود میرزا ظل‌السلطان: شاهزاده و سیاستمدار قاجاری، فرزند ناصرالدین‌شاه قاجار.
- میرزا عبدالله فراهانی، موسیقی‌دان برجسته ایرانی و نوازنده تار و سه‌تار